# Anders Wiman (entreprenör)
Karl Anders Wiman, född 27 januari 1961 i Gästrike-Hammarby, Ovansjö församling, är en svensk entreprenör och författare.
Wiman startade en verksamhet för att bygga specialfordon utgående från befintliga fordon, inledningsvis taxibilar i Gästrike-Hammarby och under 1990-talet främst ambulanser i Sandviken efter att ha köpt konkursboet från Valbo Kaross, i ett företag med drygt 50 anställda. I början av 2000-talet deltog han i utveckling av fartkameror.